# 莱兹
莱兹（法語：Laiz），是法国东部安省的一个市镇。面积 10.31平方公里，人口986，人口密度95.64人／平方公里（1999年）。

## 人口
莱兹人口变化图示
| 数据来源：INSEE |